# 40
40 је била преступна година.

## Догађаји
- Калигулин поход на Немачку и Галију.
- Аминије, син британског краља Кинобелина, кога је отац протерао, побегао је под заштитом Калигуле.
- Пропаст Клаудија. Калигула тера људе да купе свештенство у његовом култу за 8 милиона сестерција.
- Римљани подржавају Бригантову владарку Картимандуу када су њени поданици хтели да је протерају.
- Последњи краљ Мавретаније је позван у Рим, где је и умро.
- Краљ Јудеје Ирод Агрипа (умро 44), унук Ирода Великог.
- Ранохришћанска црква подигнута је у Коринту.
- Калигула покушава да на Босфорски престо постави Полемона, који је одгајан у Риму. Али га је збацио Аспургов син Митридат VIII.
- Протеривање из Рима Пизона и Ливије Орестиле.

## Рођења
- 13. јун — Гнеј Јулије Агрикола, римски гувернер (у. 93)